# BMD-1步兵戰車
BMD-1伞兵战车（俄语：Боевая Машина Десантная－1 简称БМД—1）是苏联于1960年代研发，1973年正式装备苏联俄罗斯空降军的一款水陸兩棲步兵戰車。是BMD系列伞兵战车的第一款战车。至今仍在俄罗斯，苏联各加盟共和国和一些第三世界国家的军队中服役。

## 研发和装备背景
在二战后直到60年代初，苏联空降军仅装备ASU-57和ASU-85空降自走炮，属于火力支援兵器，前苏联空降军急需研制一种可空降的突击作战兵器。在此背景下，BMD-1的研制被提上日程。在BMP-1步兵战车的基础上，苏联研发部门将其缩小尺寸，降低重量，并且应用上空投技术，研制出了BMD-1伞兵战车。 这也是BMD系列伞兵战车的特点，和BMP系列步兵战车一一对应。可视为后者的“空降变形车”。
BMD-1步兵战车在1973年11月7日的莫斯科红场阅兵式上正式亮相。随后大批装备前苏联空降军。并有部分出口到如伊拉克等其他国家。

## 车体特征
车体前部为驾驶室，驾驶员位于车体中央。中部为战斗室， 炮塔位于车体中部靠前，为单人炮塔。后部为载员室，再后是动力舱。 因此BMD-1不设后门，载员只能从载员室的上方出入。与BMP-1不同，出于伞兵战车的特殊考虑，BMD-1为发动机后置。

### 武器系统
主要武器为一门2A28型73毫米低压滑膛炮，火炮身长1991mm，炮重115kg，可360度旋转，高低射界为－4～＋33度。该炮只能在3度30分状态下装填。可配用尾翼稳定破甲弹，杀伤爆破弹和增程弹。破甲厚度约300mm均质钢材，有效射程约1300米。主炮上方装有一具9M14嬰兒式反坦克飛彈（AT-3）发射器。射程500～3000m，有线红外制导，破甲厚度约460mm均质钢材。该发射器配导弹3枚。辅助武器为1挺7.62mm并列机枪，备弹2000发。载员舱侧面开有射击孔，载员可在车内向外以轻武器射击。

### 动力/悬挂系统
装备6缸水冷柴油机，最大功率240马力。手动式机械变速箱有5个前进档和1个倒档。悬挂装置为独立式液气弹簧悬挂装置，在车底距地面100～450mm范围内可调。每侧有5个负重轮和4个托带轮，诱导轮在前，主动轮在后。具备两栖行进能力，车体尾部有两个喷水推进器，车前有防浪板。

### 装甲
为钢装甲全焊接结构，车体装甲15mm，炮塔装甲23mm。可防御7.62mm轻武器直接射击以及炮弹破片攻击。有三防装置。

### 观瞄设备
车长，驾驶员和炮长配有潜望镜。 其中炮长配1具单目式昼夜潜望镜，昼间放大倍率为6倍，时场15度。夜间为微光方式，放大6.7倍，视距400m，月光条件好的情况下可达900m。

### 空投技术
利用辅助喷气式伞降系统实施空降，安-12运输机可运2辆，伊尔-76可运3辆，安-22可运4辆，Mi-6直升机可吊挂1辆。
空降过程如下：
- 平台：将BMD-1开至制定平台，固定炮塔，安装辅助喷气式伞降系统。
- 运输：运输机飞至制定空域和制定高度
- 投放：引导伞打开，将整车带平台拖出运输机。
- 下降：稳定伞先以50～60m/s的下降速度工作，到规定高度时，面积达1000m^2的主降落伞打开，将速度减低至20m/s。
- 减速：专用传感器打开，在接触地面的瞬间引发雷管，点燃喷气发动机的发射药，在几十分之一秒的时间产生约20tonne的反推力，进行缓冲。
- 落地：喷气发动机燃料用尽，车体和平台落地。落地后摘去主降落伞，发动战车开出平台，即可作战。

注：只有车长和驾驶员随车空降，炮长和载员自行跳伞，落地后通过电台，步话机等方式與步戰會合。

### 成员
3名成员（驾驶员，车长和炮长）＋ 4名载员（伞兵班长，2人火箭筒组和机枪手）。但极端条件下载员舱可容纳6名步枪手。其中驾驶员位于车体前部中央，上方有舱盖。车长位于驾驶员左侧稍后位置。一名载员机枪手位于驾驶员右侧稍后位置，和车长对称。炮长位于单人炮塔内部左侧。作战时，驾驶员驾车，车长统筹指挥，炮长负责以火炮/并列机枪射击以及控制和发射反坦克导弹。其他载员可利用载员舱的射孔向外射击。

## 装备情况
总装备数约7000辆，主要装备前苏联军队，今俄罗斯军队和独联体国家军队，印度和伊拉克军队。在80年代前，一个苏军伞兵师约有330辆伞兵战车（含变形车和BMD-2， BMD-3），3个空降团各109辆，其中伞兵战车90辆，BMD-K指挥车10辆，BTR-D装甲输送车9辆。
苏联刚解体的90年代初，所有独联体国家（含俄罗斯）装备的BMD-1约有4000多辆。目前数量应该更少。

## 洐生型
- BTR-D空降装甲输送车：为BMD-1去掉炮塔，加大车长。负重轮每侧多加1个。4名载员＋10名乘员。共开有9个射孔。生产数量约2000辆。其他变形车有指挥车，82mm迫击炮车， 反坦克导弹发射车，通讯车，修理抢救车和炮兵观察车等。